# Вебер, Владимир Владимирович
Влади́мир Влади́мирович Ве́бер (рум. Vladimir Veber; род. 20 июля 1941, Омск) — советский футболист, выступавший на позиции вратаря. По завершении игровой карьеры стал тренером. Мастер спорта СССР, Заслуженный тренер Молдовы

## Биография
Родился в Омске, в семье немцев-переселенцев. Футболом начал заниматься в 6 лет. Тренировался в школе омского «Динамо» под руководством Валентина Московцева, сначала на позиции защитника, а позже был переведён в рамку ворот. Попал в группу подготовки футболистов при заводе им. Баранова. С 1959 года — в составе команды мастеров «Иртыш», представлявшей предприятие. В 1960 году дебютировал в классе «Б» чемпионата СССР. В том же году, в составе команды стал победителем своей группы зонального турнира, а в финальном раунде, за право выступать в высшем дивизионе советского футбола, «Иртыш» занял второе место, уступив только воронежскому «Труду». По итогам соревнований Вебер получил почётное звание «Мастер спорта СССР» и попал в сборную РСФСР. Позднее выступал в сборной ДСО «Труд». В 1961 году получил травму руки и почти полгода не играл. После восстановления, в 1962 году принял предложение Василия Соколова перейти в кишинёвскую «Молдову», выступавшую в высшей лиге чемпионата СССР. Дебютировал в первой группе класса «А» 8 июня 1963 года, выйдя в стартовом составе в выездном матче против ташкентского «Пахтакора» (2:1), пропустил гол от Юрия Белякова. Следующие два матча отстоял «на ноль». Со временем стал основным вратарём команды. Выступал за кишинёвский клуб до 1966 года, провёл за команду 100 матчей в чемпионате и кубке страны, из них 40 — в высшей лиге.
В 1967—1968 годах играл в украинских клубах второй группы класса «А»: сначала в кировоградской «Звезде», а позже — в криворожском «Кривбассе». Затем перешёл в тираспольский «Днестр», выступавший в классе «Б». В 1970 году, по приглашению Геннадия Жиздика, стал игроком «Сахалина» из Южно-Сахалинска, в составе которого в том же году стал победителем своей группы класса «Б». В 1971 году вернулся в Молдавию, где защищал цвета кишинёвского «Динамо», выступавшего в соревнованиях коллективов физкультуры, а на следующий год перешёл в никопольскую «Сельхозтехнику», также игравшую на уровне КФК.

### Тренерская карьера
Завершив выступления, в 1974 году стал тренером в штабе Владимира Емца в никопольском «Колосе». В 1976 году был назначен помощником Виктора Королькова в дрокийской «Сперанце», а в следующем году возглавил этот клуб, выступавший во второй лиге. По окончании сезона 1977 года молдавская команда была снята с чемпионата, и Вебер вернулся в Никополь. В 1979 году, на должности помощника Владимира Емца, вместе с клубом стал победителем своей зоны второй лиги. В 1981 году, после ухода Емца в днепропетровский «Днепр», на полгода стал главным тренером команды. Под его руководством «Колос» закончил чемпионат на пятом месте в первой лиге СССР. Затем продолжил работу в качестве ассистента нового тренера клуба, Евгения Кучеревского, вместе с которым привёл команду к бронзовым наградам первого дивизиона, остановившись в шаге от выхода в высшую лигу. В 1983—1984 годах находился на должности начальника команды в кишинёвском «Нистру», после чего снова вернулся в «Колос», где стал сначала главным тренером команды, а позднее — помощником Геннадия Лисенчука. Проработал в никопольском клубе до 1987 года.
В 1988—1989 годах продолжил быть тренером в штабе Лисенчука, но уже в николаевском «Судостроителе». Затем возглавил кишинёвский «Политехник», выступавший в соревнованиях коллективов физкультуры. В 1991 году стал главным тренером тираспольского «Тилигула», выступавшего в первой союзной лиге. Под его руководством команда уверенно шла к призовым местам, однако за пять туров до конца чемпионата из-за конфликта с президентом клуба, Григорием Корзуном, Вебер был уволен. В итоге клуб занял второе место в турнирной таблице и получил право выступать в высшей лиге, но, в связи с распадом Советского Союза, дебютировать в элитном дивизионе чемпионата СССР тираспольскому клубу было не суждено. В 1992 году, по приглашению своего бывшего помощника в «Тилигуле», Анатолия Азаренкова, отправился в Сирию, где стал главным тренером молодёжной сборной страны. Также работал помощником Азаренкова в главной сборной Сирии. В том же 1992 году принял предложение возглавить «Аль-Иттихад» из Алеппо, который привёл к победе в чемпионате Сирии в сезоне 1992/93. Затем отправился в соседний Ливан, где стал главным тренером клуба «Рияда Валь-Адаб» из Триполи, однако в новом клубе специалиста постигла неудача и его команда заняла последнее место в ливанской Премьер-лиге (со слов самого тренера — из-за конфликта с игроками, в частности с российскими и румынскими легионерами). Покинув Ливан, в поисках работы отправился в Москву, однако, не получив предложений, вернулся в Молдову.
С 1994 года тренировал клубы чемпионата Молдовы: сначала в «Нистру» из Отачи, а затем кишинёвский «Торентул». В 1996 году возглавил житомирский «Химик», выступавший во второй лиге Украины, где проработал два месяца. В 1997 году стал главным тренером клуба «Рома» (Бельцы), находился на этой должности в течение сезона 1997/98. Затем получил предложение от Семёна Альтмана стать его помощником в кишинёвском «Зимбру», бывшим в то время ведущим клубом страны. Работая в тренерском штабе команды, дважды становился чемпионом Молдовы. В 2001 году, после отставки Александра Спиридона, был назначен главным тренером «Зимбру». В 2002 году был приглашён Александром Скрипником на должность тренера вратарей в одесский «Черноморец». Проработал в Одессе до 2008 года, в 2007 году возглавлял «Черноморец-2», выступавший в чемпионате города. В 2011 году получил предложение от орхейского «Милсами», где работал на тренерских должностях, а позже стал помощником президента клуба

### Сборная Молдовы
Во время работы в «Зимбру» получил приглашение стать тренером вратарей в сборной команде страны. Работал в молодёжной команде, совмещая работу в сборной и клубе. В 2002 году был назначен на должность тренера в штабе Виктора Пасулько в национальной сборной Молдовы

## Вне футбола
В молодости, параллельно с футболом, занимался баскетболом, был членом юношеской сборной Омска. Окончил Кишинёвский государственный университет

## Достижения

### Личные
- Мастер спорта СССР
- Заслуженный тренер Молдовы

### Командные

#### Как игрок
- Победитель зонального турнира класса «Б» чемпионата СССР: 1960 (5 зона РСФСР), 1970 (4 зона РСФСР)

#### Как главный тренер
- Серебряный призёр первой лиги чемпионата СССР: 1991
- Чемпион Сирии: 1992/93